# Meridià 98 a l'oest
El meridià 98 a l'oest de Greenwich és una línia de longitud que s'estén des del pol Nord travessant l'oceà Àrtic, Amèrica del Nord, el Golf de Mèxic, l'oceà Pacífic, l'oceà Antàrtic, i l'Antàrtida fins al pol Sud.
El meridià 98 a l'oest forma un cercle màxim amb el meridià 82 a l'est. Com tots els altres meridians, la seva longitud correspon a una semicircumferència terrestre, uns 20.003,932 km. Al nivell de l'Equador, és a una distància del meridià de Greenwich de 10.909 km.

## De pol a pol
Començant en el pol Nord i dirigint-se cap al pol Sud, aquest meridià travessa:
| Coordenades                             | País, territori o mar | Notes |
| --------------------------------------- | --------------------- | --- |
| 90° 0′ N, 98° 0′ O / 90.000°N,98.000°O  | Oceà Àrtic            | Passa a l'oest de les illes Fay, Nunavut, Canadà (a 79° 35′ N, 97° 40′ O / 79.583°N,97.667°O) |
| 78° 49′ N, 98° 0′ O / 78.817°N,98.000°O | Canadà                | Nunavut — Illa d'Amund Ringnes |
| 78° 17′ N, 98° 0′ O / 78.283°N,98.000°O | Hassel Sound          | |
| 77° 50′ N, 98° 0′ O / 77.833°N,98.000°O | Cos d'aigua sense nom | |
| 76° 34′ N, 98° 0′ O / 76.567°N,98.000°O | Canadà                | Nunavut — Illa Loney i Illa Bathurst |
| 75° 1′ N, 98° 0′ O / 75.017°N,98.000°O  | Parry Channel         | Passa a l'est de l'illa Garrett, Nunavut, Canadà (a 74° 45′ N, 98° 8′ O / 74.750°N,98.133°O) · Passa a l'oest de l'illa Lowther, Nunavut, Canadà (a 74° 29′ N, 97° 47′ O / 74.483°N,97.783°O) |
| 74° 7′ N, 98° 0′ O / 74.117°N,98.000°O  | Canadà                | Nunavut — illa Russell i Illa del Príncep de Gal·les (Canadà) |
| 71° 40′ N, 98° 0′ O / 71.667°N,98.000°O | Larsen Sound          | |
| 69° 54′ N, 98° 0′ O / 69.900°N,98.000°O | Canadà                | Nunavut — Illa del Rei Guillem |
| 68° 42′ N, 98° 0′ O / 68.700°N,98.000°O | Estret de Simpson     | |
| 68° 32′ N, 98° 0′ O / 68.533°N,98.000°O | Canadà                | Nunavut Manitoba — des de 60° 0′ N, 98° 0′ O / 60.000°N,98.000°O, passa a través de Llac Winnipeg |
| 49° 0′ N, 98° 0′ O / 49.000°N,98.000°O  | Estats Units          | Dakota del Nord — des de 45° 56′ N, 98° 0′ O / 45.933°N,98.000°O Nebraska — des de 42° 46′ N, 98° 0′ O / 42.767°N,98.000°O Kansas — des de 40° 0′ N, 98° 0′ O / 40.000°N,98.000°O Oklahoma — des de 37° 0′ N, 98° 0′ O / 37.000°N,98.000°O Texas — des de 34° 0′ N, 98° 0′ O / 34.000°N,98.000°O |
| 26° 3′ N, 98° 0′ O / 26.050°N,98.000°O  | Mèxic                 | Tamaulipas Veracruz — des de 22° 21′ N, 98° 0′ O / 22.350°N,98.000°O Hidalgo — des de 20° 36′ N, 98° 0′ O / 20.600°N,98.000°O Puebla — des de 20° 28′ N, 98° 0′ O / 20.467°N,98.000°O Tlaxcala — des de 19° 38′ N, 98° 0′ O / 19.633°N,98.000°O Puebla — des de 19° 13′ N, 98° 0′ O / 19.217°N,98.000°O Veracruz — des de 22° 21′ N, 98° 0′ O / 22.350°N,98.000°O Oaxaca — des de 17° 59′ N, 98° 0′ O / 17.983°N,98.000°O |
| 16° 7′ N, 98° 0′ O / 16.117°N,98.000°O  | Oceà Pacífic          | |
| 60° 0′ S, 98° 0′ O / 60.000°S,98.000°O  | Oceà Antàrtic         | |
| 71° 48′ S, 98° 0′ O / 71.800°S,98.000°O | Antàrtida             | Territori no reclamat |